# بندكت الخامس عشر
بندكت الخامس عشر (باللاتينية: Benedictus XV، وبالإيطالية: Benedetto XV) هو بابا الكنيسة الكاثوليكية بالترتيب الثامن والخمسون بعد المائتان من 1914 وحتى 1922، في حبرية تعتبر ثالث أقصر حبريات القرن العشرين، وسيطرت عليها الحرب العالمية الأولى وآثارها الكارثية على العالم وأوروبا، وقد اعتبرها البابا «انتحار أوروبا المتمدنة». أعلن البابا حياد الكنيسة والكرسي الرسولي خلال الحرب، ورغم ذلك فكل طرف من طرفي النزاع أي المحور والحلفاء اتهمه بمحاباة الطرف الآخر. حاول البابا إقرار اتفاقيات سلام تنهي الحرب غير أن الدول المتحاربة لم تقبل بها، تزامنًا كانت جهوده منصبة على العمل الاجتماعي خلال الحرب، فأبرم برعايته عدد من اتفاقيات إطلاق سراح الأسرى في الحرب، ومساعدة النازحين ومعالجة الضحايا من جرحى ومعاقين.
على الصعيد الدبلوماسي، فقد أدت الثورة البلشفية في روسيا إلى قطع علاقات الكرسي الرسولي معها، في المقابل فإن العلاقات المقطوعة مع الجمهورية الفرنسية الثالثة منذ 1905 عادت عام 1921، كما أن العلاقة مع مملكة إيطاليا بدأت تتحسن، وهو ما سيثمر اتفاقية لاتران في عهد خلفه. أنهى البابا حالة الحياد السلبي التي فرضت على كاثوليك إيطاليا بمقاطعة السياسة منذ أيام بيوس التاسع، ودعم الأحزاب الوطنية الكاثوليكية فيها، مقابل الأحزاب الشيوعية والاشتراكية، المعادية للدين والكنيسة. على صعيد الكنيسة الداخلي، تمم البابا ما كان سلفه بيوس العاشر قد بدأه من ناحية توحيد وتحديث القانون الكنسي أو الشرع الخاص بالكنيسة الرومانية الكاثوليكية عام 1917 وهو ما سيعرف لاحقًا باسم القانون البيو - بندكتي. توفي البابا في 22 يناير 1922 «فاتحًا الكنيسة الكاثوليكية على العالم الحديث»، وقد وصف بكونه «رجال السلام» من قبل عدد من الشخصيات غير المسيحية حتى كما في تركيا والتي نصبت تمثالاً على اسمه في إسطنبول. أيضًا فإن سياسة الكنيسة الحديثة في الحروب، تجد جذورها التطبيقية في حبرية بندكت الخامس عشر، وهو ما التزم به بيوس الثاني عشر خلال الحرب العالمية الثانية، وبولس السادس خلال حرب الفيتنام ويوحنا بولس الثاني خلال حرب العراق.

## حبريته

### موقفه من الحرب العالمية الأولى
أعلن بندكت حياد الكرسي البابوي في الحرب العالمية الأولى، وحاول من ذلك الموقع الحيادي التوسط في محاولة عقد سلام عامي 1916 و1917، غير أن الألمان والفرنسيين على حد سواء رفضوا هذا «السلام البابوي»؛ إذ اعتبرت ألمانيا ذلك السلام «مهينًا»، بينما وصف السياسي الفرنسي جورج كليمانصو هذه المبادرة البابوية بانها لا تتوافق مع المصالح الفرنسية.
ولدى فشل مبادرات البابا الدبلوماسية، شرع البابا يركز جهوده على النواحي الإنسانية، محاولًا تقليل وقع الحرب على الأطراف المتحاربة، فكان يقوم بزيارة أسرى الحرب، ويتوسط في تبادل الجنود الجرحى وتوصيل المواد الغذائية إلى السكان المتضررين من الحرب في أوروبا، وبعد أن وضعت الحرب أوزارها عمل البابا على إصلاح العلاقات المتعثرة مع فرنسا، فعادت العلاقات الدبلوماسية بين فرنسا والفاتيكان سنة 1921. كما تحسنت علاقات الفاتيكان وإيطاليا أيضًا أثناء حبرية بندكت الخامس عشر، بعد أن سمح البابا للسياسيين الكاثوليك ـ بقيادة الدون لويجي ستورزو ـ بالمشاركة في الحياة السياسية الإيطالية.

### إصدار القوانين الكنسية
في سنة 1917 أصدر البابا بندكت الخامس عشر أول مجموعة من القوانين الكنسية للكنيسة الرومانية الكاثوليكية، والتي أعد لوضعها بندكت نفسه ـ بالتعاون مع بييترو غاسباري وأوجينيو باتشيللي ـ أثناء حبرية البابا بيوس العاشر. ويُنظر إلى هذا القانون المكتوب باعتباره عاملًا ساعد على تحفيز الحياة والأنشطة الدينية في الكنيسة الكاثوليكية. وقد عين بندكت الخامس عشر بييترو غاسباري وزير دولة كاردينالًا وقام بنفسه بترسيم القاصد الرسولي أوجينيو باتشيللي كبيرًا للأساقفة في 13 مايو 1917.
وقد عمل بندكت الخامس عشر بهمة على إحياء أنشطة إرساليات الكنيسة الكاثوليكية في مختلف مناطق العالم بعد أن كانت قد تضررت بشدة من جراء الحرب العالمية الأولى.

### وفاته
توفي البابا بندكت الخامس عشر في القصر الرسولي في 22 يناير 1922 من جراء التهاب رئوي أصابه في مطلع الشهر الذي توفي فيه، بعد أن قضى مدة تزيد قليلًا عن سبعة أعوام في منصب البابا.

## روابط خارجية
- بندكت الخامس عشر على موقع الموسوعة البريطانية (الإنجليزية)
- بندكت الخامس عشر على موقع إن إن دي بي (الإنجليزية)